# Кемпа-Нагнаєвська
Кемпа-Нагнаєвська (пол. Kępa Nagnajewska) — село в Польщі, у гміні Лонюв Сандомирського повіту Свентокшиського воєводства.
Населення — 99 осіб (2011).
У 1975-1998 роках село належало до Тарнобжезького воєводства.

## Демографія
Демографічна структура на день 31 березня 2011 року:
|          | Загалом | Допрацездатний вік | Працездатний вік | Постпрацездатний вік |
| -------- | ------- | ------------------ | ---------------- | -------------------- |
| Чоловіки | 48      | 11                 | 27               | 10                   |
| Жінки    | 51      | 7                  | 29               | 15                   |
| Разом    | 99      | 18                 | 56               | 25                   |